# Skořápky

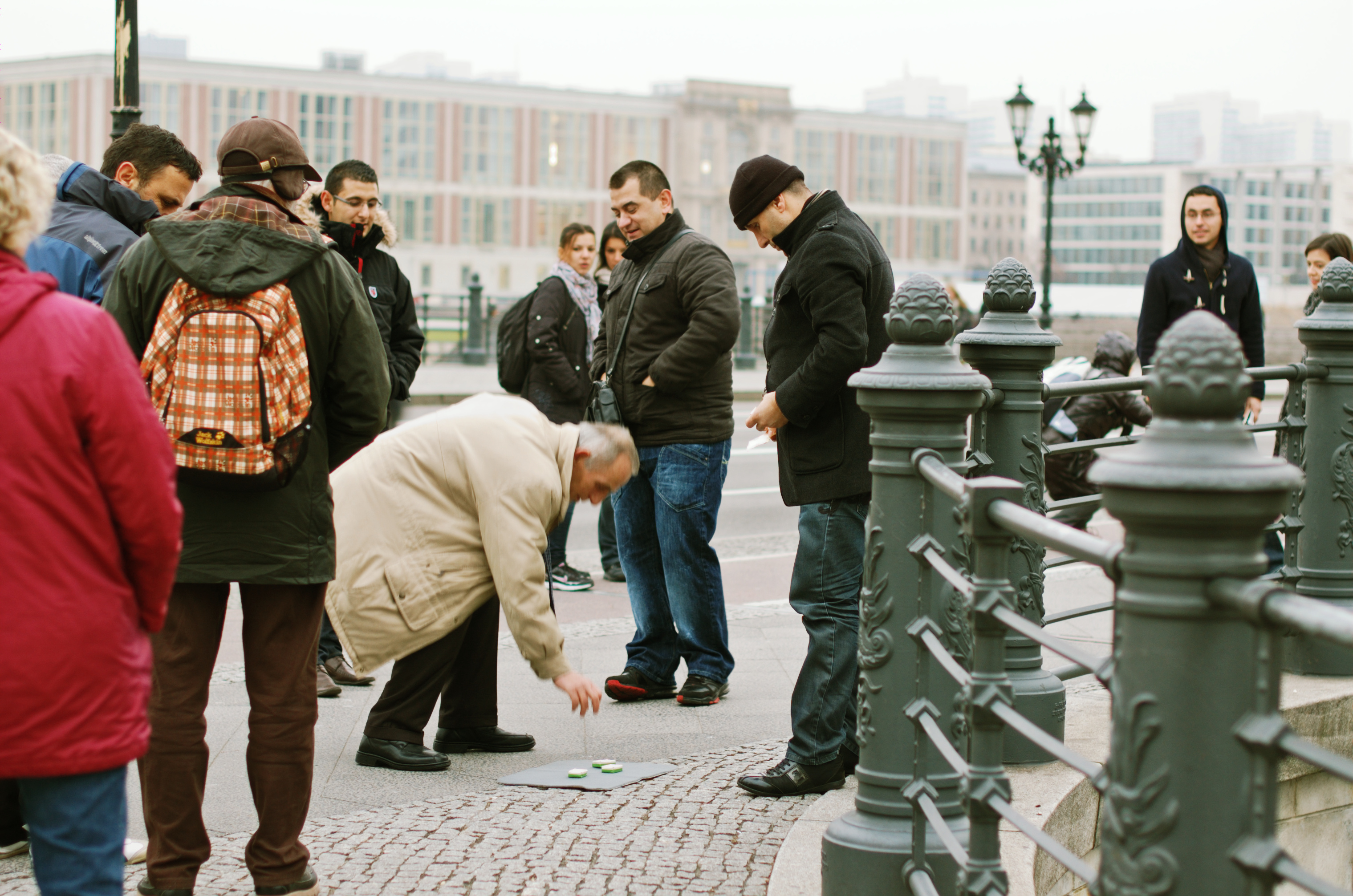
Hraní „skořápek“ v Berlíně, 2010

Skořápky jsou hazardní hra, která je téměř vždy provozována jako podvod. Hra spočívá v sázení na výslednou polohu jednoho ze tří míchaných předmětů. Hledá se například kulička skrytá pod jedním ze tří stejných kelímků, nebo jeden na spodní straně barevně odlišený tácek ze tří stejných tácků (existuje nespočet dalších předmětů, např. skořápky ořechů, uzávěry lahví, tři karty a mnoho dalších). Kulička je pro usnadnění podvodu často měkká (např. z molitanu).

## Podvod

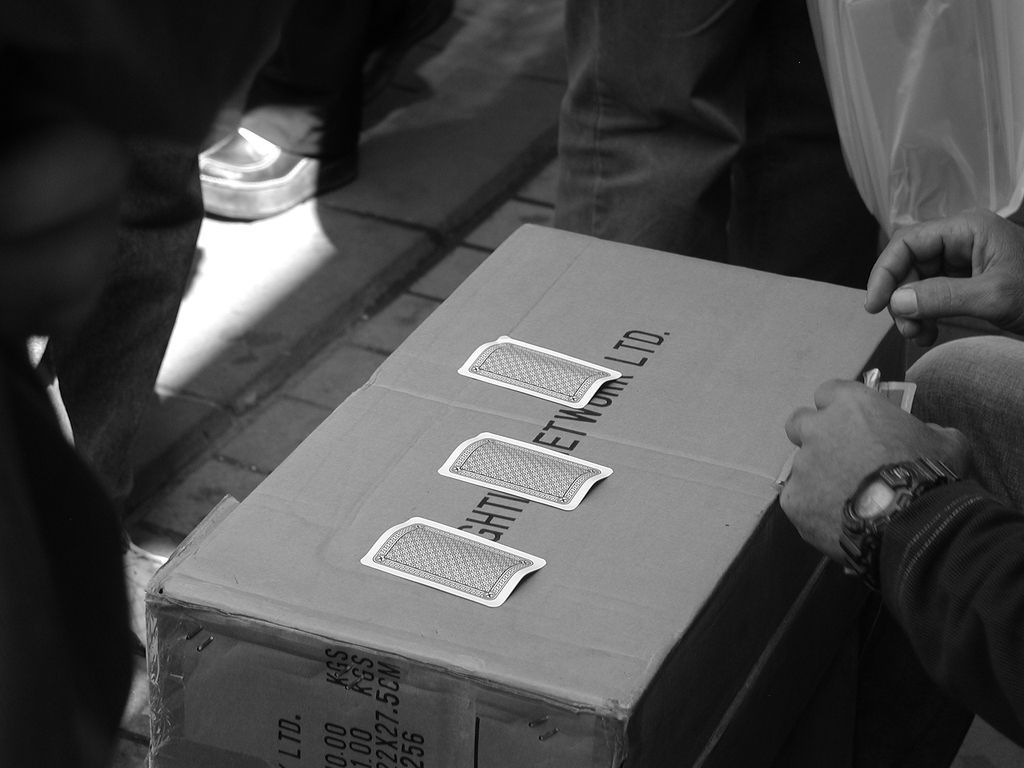
Karetní „skořápky“ / Three Card Monte

Důležitým znakem všech her je, že všechny zúčastněné strany znají podmínky, pravidla a způsob dané hry. Jakékoliv zatajení skutečnosti, která není předem dohodnutá a může mít sebemenší vliv na výsledek, se dá charakterizovat jako podvod. Jestli jsou Skořápky hrou nebo podvodem, tudíž záleží na skořápkáři. Při hře Skořápky nemusí vždy docházet k podvodu. Potom jde o napínavou, vzrušující hru, která je výborným prověřením vaší schopnosti koncentrace a postřehu. Výhodou hry Skořápky je její vizuální stránka. Z tohoto důvodu hra prakticky nepotřebuje slovní komentář ani vysvětlování pravidel. Skořápkáři proto nečiní sebemenší problém hrát skořápky s místními i cizinci v naprosto stejné kvalitě.
Hra bývá považována za nelegální z důvodu značné nerovnováhy při srovnání pravděpodobnosti výhry a prohry 1:2. Hru provozují většinou hráči na ulicích či na podobných veřejných prostranstvích s použitím mnoha psychologických triků (např. zapojení tzv. „volavek“) i podvodných praktik (např. schování kuličky mimo kalíšky) sloužících k zmatení sázejících, takže je v těchto případech až nemožné poctivým způsobem vyhrát. V okamžiku, kdy sázející volí kalíšek, se kulička například zrovna nenachází v žádném z nich, ale je již připravena v dlani, aby vzápětí mohla být demonstrována pod jiným. Odhalení podvodu je rovněž neúčinné, protože faktor početní či fyzické převahy má v okamžiku zahájení hry pod kontrolou skořápkář a jeho „nezúčastnění zvědaví přítomní“ podílníci.

## Skořápky v kultuře
Skořápkáři jsou zobrazeni např. v československém televizním seriálu Případ pro zvláštní skupinu (díl „Noční chodec“, 1989), v československém filmu Láska z pasáže (1985) či v českém filmu U mě dobrý (2008).